# Indiana Fever 2011
La stagione 2011 delle Indiana Fever fu la 12ª nella WNBA per la franchigia.
Le Indiana Fever vinsero la Eastern Conference con un record di 21-13. Nei play-off vinsero la semifinale di conference con le New York Liberty (2-1), perdendo poi la finale di conference con le Atlanta Dream (2-1).

## Roster
| N° | Naz.                   | Ruolo | Sportivo           | Anno | Alt. | Peso |
| -- | ---------------------- | ----- | ------------------ | ---- | ---- | ---- |
| 0  | Stati Uniti (bandiera) | G     | Shannon Bobbitt    | 1985 | 157  | 59   |
| 1  | Stati Uniti (bandiera) | G     | Shavonte Zellous   | 1986 | 178  | 70   |
| 5  | Stati Uniti (bandiera) | AC    | Tangela Smith      | 1977 | 191  | 72   |
| 8  | Canada (bandiera)      | C     | Tammy Sutton-Brown | 1978 | 193  | 91   |
| 13 | Australia (bandiera)   | G     | Erin Phillips      | 1985 | 173  | 75   |
| 20 | Stati Uniti (bandiera) | G     | Briann January     | 1987 | 173  | 73   |
| 23 | Stati Uniti (bandiera) | GA    | Katie Douglas      | 1979 | 183  | 75   |
| 24 | Stati Uniti (bandiera) | A     | Tamika Catchings   | 1979 | 185  | 76   |
| 32 | Stati Uniti (bandiera) | G     | Jeanette Pohlen    | 1989 | 183  | 81   |
| 43 | Stati Uniti (bandiera) | A     | Shyra Ely          | 1983 | 188  | 83   |
| 50 | Stati Uniti (bandiera) | C     | Jessica Davenport  | 1985 | 196  | 98   |

## Staff tecnico
- Allenatore: Lin Dunn
- Vice-allenatori: Gary Kloppenburg, Stephanie White
- Preparatore atletico: Craig Stull
- Preparatore fisico: Brandon Johnson